# Адоратки Служительницы Святейшего Таинства и Милосердия
Адоратки Служительницы Святейшего Таинства и Милосердия (исп. Adoratrices Esclavas del Santísimo Sacramento y de la Caridad , лат. Sorores Adoratrices Ancillae SS. Sacramenti et a Caritate, AASC) — женская монашеская конгрегация понтификального права, которую основала святая Мария Микаэла Святейшего Таинства.

## История
В 1834 году испанская виконтесса Мария Десмайсьерос-и-Лопес Дискастильо-Ольмеда основала в Мадриде приют «Сан-Хуан-де-Диос» для благотворительной деятельности среди бывших проституток. 3 февраля 1856 года она создала женскую общину, которая получила одобрение у мадридского архиепископа. 15 сентября 1860 года конгрегация получила декрет «Decretum laudis» Святого Престола. 24 ноября 1866 года Святой Престол окончательно утвердил Устав конгрегации «Сёстры Служительницы Святейшего Таинства и Милосердия».
4 марта 1934 года Римский папа Пий XI причислил к лику святых основательницу конгрегации.

## В настоящее время
В настоящее время Сёстры Адоратки Служительницы Святейшего Таинства и Милосердия занимаются духовной и благотворительной деятельности среди трудных девушек и реабилитацией бывших проституток.
Генеральный монашеский дом конгрегации находится в Риме. Монашеские общины конгрегации действуют в Франции, Италии, Португалии, Великобритании, Аргентине, Бразилии, Боливии, Чили, Колумбии, Кубе, Доминиканской Республике, Эквадоре, Венесуэле, Перу, Марокко, Того, Камбодже, Японии и Индии.
На 31 декабря 2005 года в конгрегации было 1312 сестёр в 168 монашеских общинах.

## Источник
- Annuario Pontificio, Libreria Editrice Vaticana, Città del Vaticano 2003, стр. 1473, ISBN 978-88-209-8355-0.
- Guerrino Pelliccia e Giancarlo Rocca (curr.), Dizionario degli istituti di perfezione (10 voll.), Edizioni paoline, Milano 1974—2003.
- Bibliotheca Sanctorum (12 voll.), Istituto Giovanni XXIII nella Pontificia Università Lateranense, Roma 1961—1969.
- Enciclopedia Universale Rizzoli Larousse (15 voll.), Rizzoli editore, Milano 1966—1971.